# Stanford, Kalifornien
Stanford är en ort i Santa Clara County i Kalifornien, alldeles i närheten av Palo Alto. Orten är ett icke-inkorporerat område som hade 13 315 invånare 2000. Största delen av Stanford tas upp av Stanford University, som har gett namn åt orten.